# Panaceum (film 2013)
Panaceum (ang. Side Effects) – amerykański thriller psychologiczny z 2013 roku w reżyserii Stevena Soderbergha. Wyprodukowany przez Open Road Films.
Światowa premiera filmu miała miejsce 8 lutego 2013 roku, w Polsce - 19 kwietnia 2013 roku.

## Opis fabuły
Emily (Rooney Mara) i Martin (Channing Tatum) prowadzą dostatnie życie. Gdy Martin trafia do więzienia za oszustwa finansowe, Emily przeprowadza się do małego mieszkania i czeka na powrót ukochanego. Cierpi na silną depresję. Stan kobiety się pogarsza, mimo że Martin wraca po czterech latach. Kobieta potrzebuje panaceum na dręczącą ją frustrację. Psychiatra Emily, doktor Jonathan Banks (Jude Law), proponuje jej eksperymentalną terapię. Nowy lek psychotropowy ma jednak niespodziewane skutki uboczne.

## Obsada
- Jude Law jako doktor Jonathan Banks
- Rooney Mara jako Emily Taylor
- Catherine Zeta-Jones jako doktor Victoria Siebert
- Channing Tatum jako Martin Taylor
- Vinessa Shaw[5] jako Dierdre Banks
- Ann Dowd jako matka Martina
- Polly Draper jako szef Emily
- David Costabile jako Carl Millbank
- Mamie Gummer jako Kayla Millbank